# Église Saint-Didier de Saint-Dier-d'Auvergne
Pour les articles homonymes, voir Église Saint-Didier.
L'église Saint-Didier est une église romane située à Saint-Dier-d'Auvergne, dans le département français  du Puy-de-Dôme et la région Auvergne-Rhône-Alpes.

## Historique
L'église remonte au XIe siècle mais l'architecture de la façade et du chevet sont clairement du XIIe siècle. L'église a été mise en état de défense en 1377.
Elle fait l'objet d'un classement au titre des monuments historiques depuis le 16 septembre 1908.

## Architecture
L'église Saint-Didier, couverte de lauzes, est édifiée en pierre de taille assemblée en grand appareil.

### La façade occidentale
La façade occidentale possède une polychromie très marquée due principalement à son remarquable portail surmonté d'une triple voussure à claveaux rouges et blancs.
Ce portail est encadré de deux paires de colonnes de couleur rouge ou blanche surmontées de chapiteaux blancs sculptés de motifs végétaux et anthropomorphes. La voussure externe est bordée d'une frise en pierre blanche finement ciselée.
La façade tripartie est segmentée par deux puissants contreforts. La partie centrale est ornée d'un triplet composé d'une baie cintrée ajourée et de deux baies cintrées aveugles dont les archivoltes se rejoignent élégamment. Les parties latérales de la façade sont ornées de deux fenêtres à colonnettes et claveaux rouges et blancs.
La partie haute de la façade présente des traces de modifications et de fortifications : échauguette à l'angle nord-ouest de la façade et mâchicoulis au sommet de la façade.

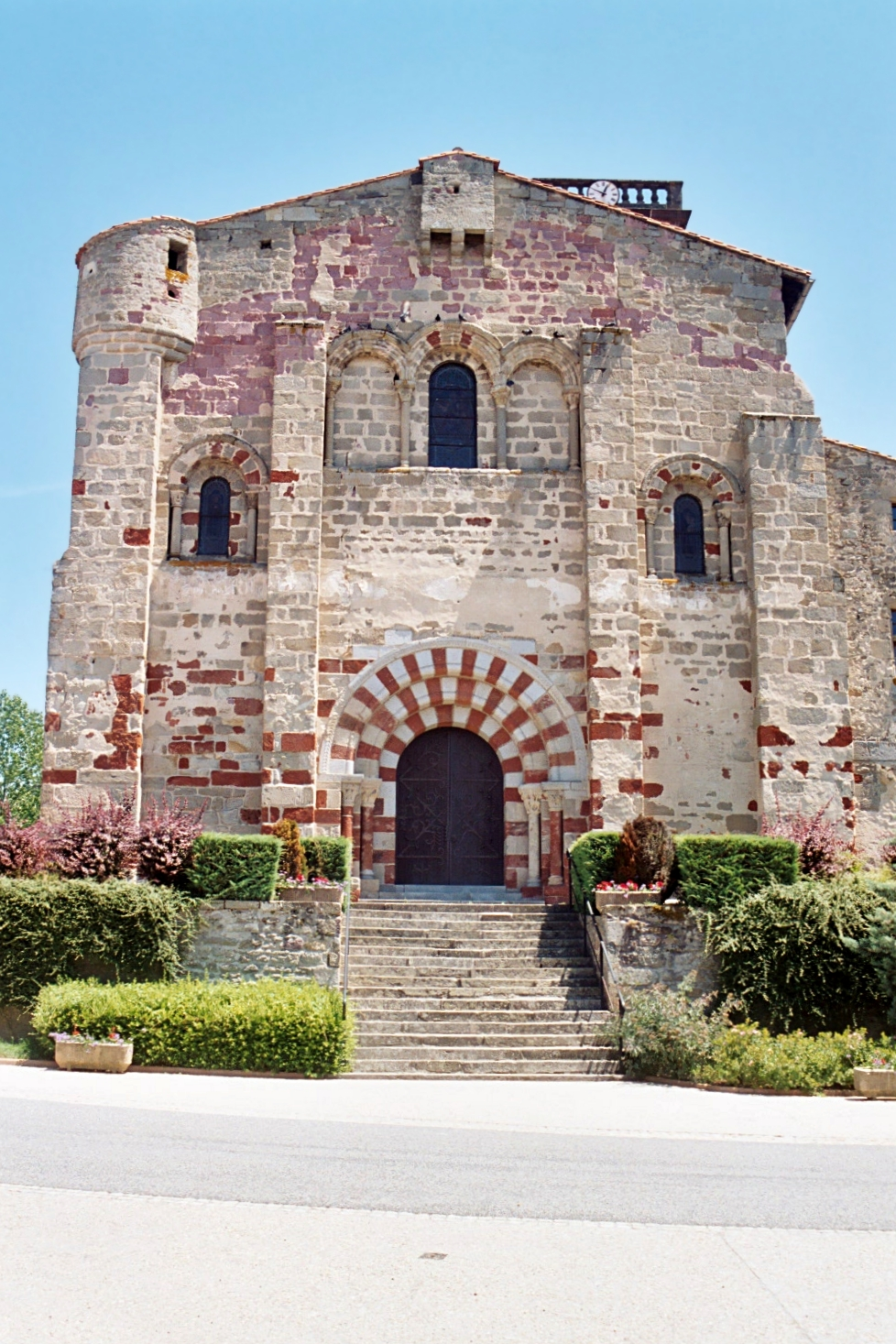
La façade occidentale.
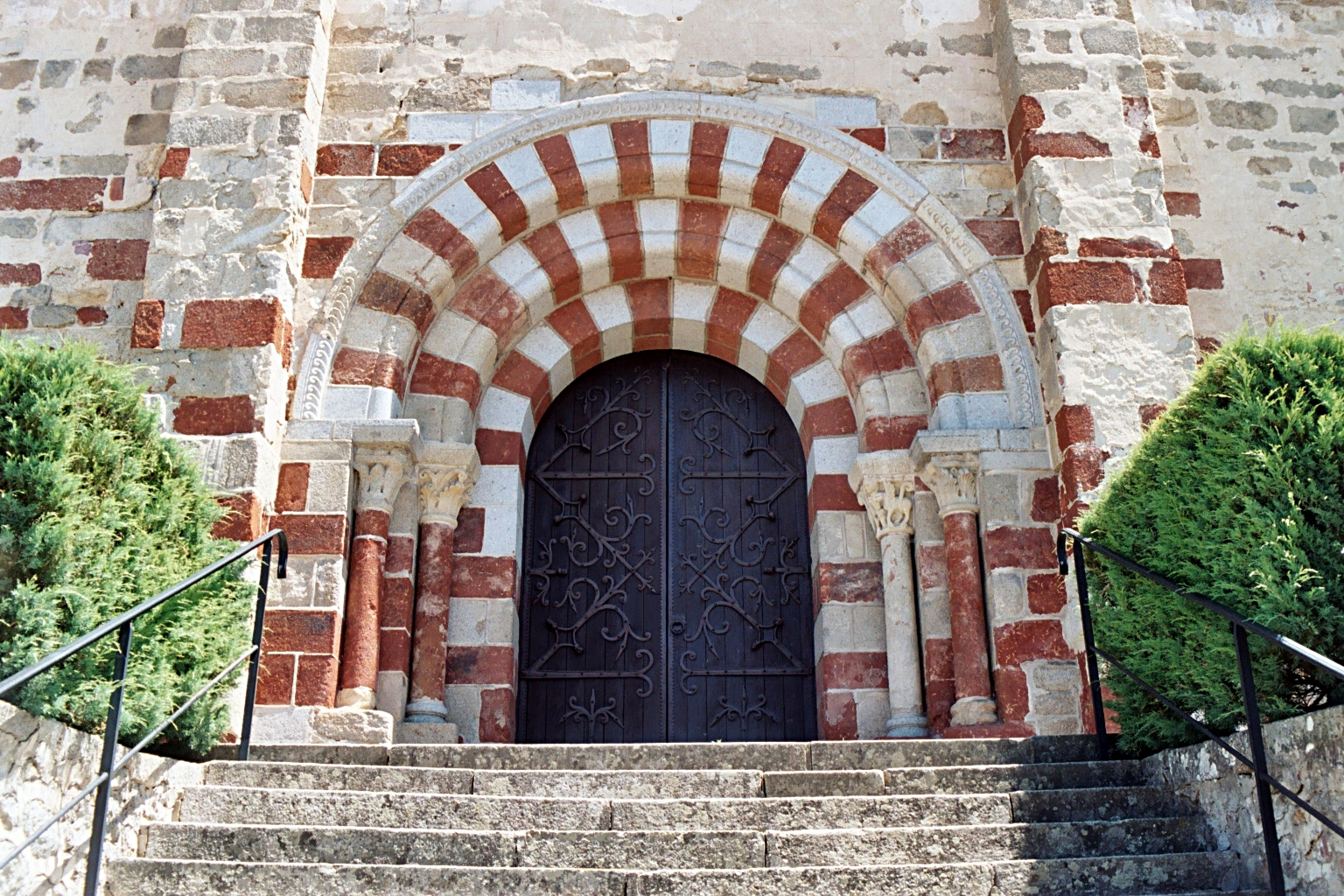
Le portail polychrome.
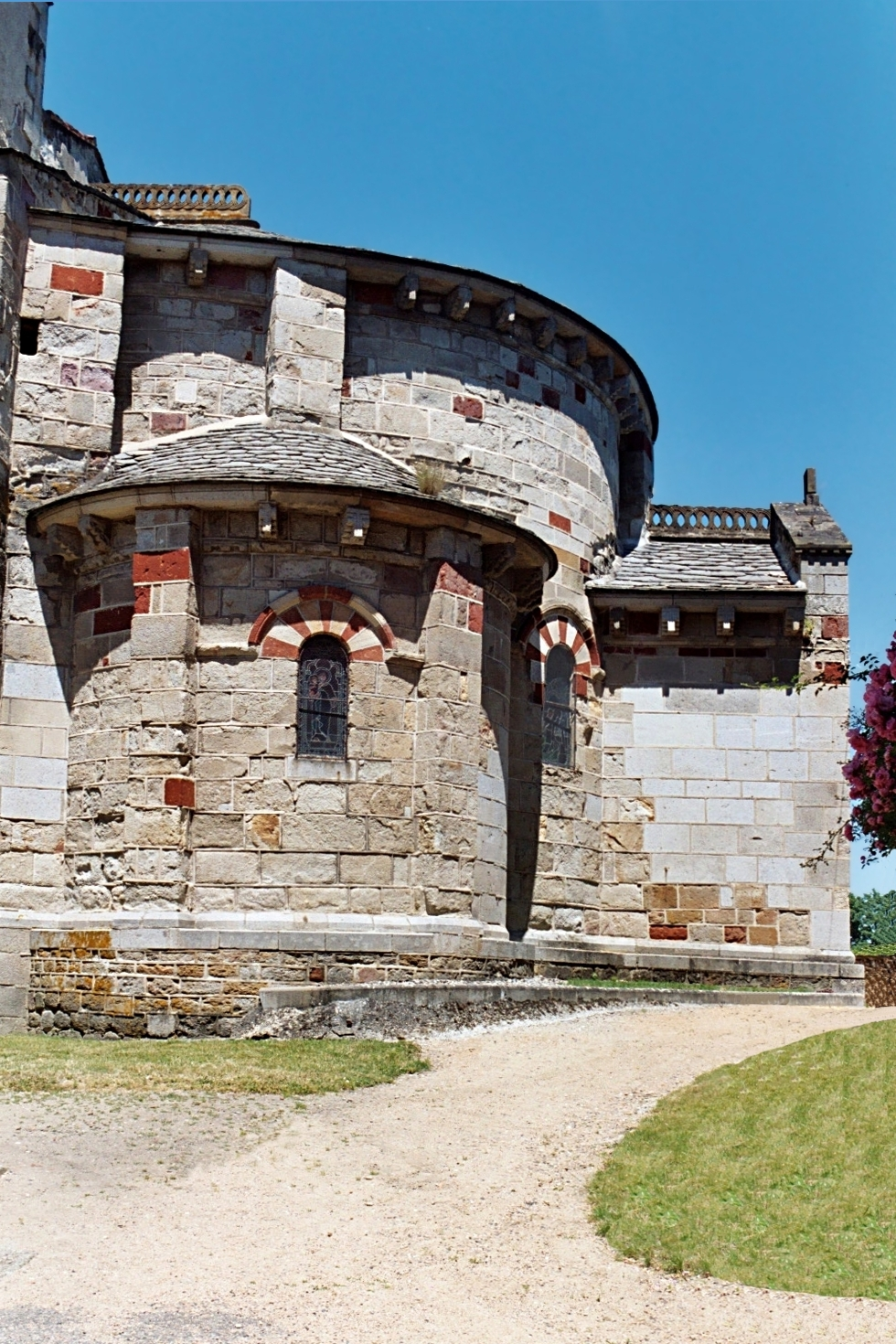
Le chevet.

### Le chevet
Le chevet est constitué d'une abside semi-circulaire agrémentée de trois chapelles rayonnantes. Les deux chapelles latérales sont semi-circulaires tandis que la chapelle axiale est carrée.
L'abside et les chapelles rayonnantes présentent des pilastres très saillants, des fenêtres à claveaux rouges et blancs ainsi qu'une corniche largement débordante soutenue par des modillons à copeaux.